# Otzberg
Otzberg est une municipalité allemande située dans le land de la Hesse et l'arrondissement de Darmstadt-Dieburg.
La commune est jumelée avec Lencloître, située dans le département de la Vienne, France, depuis 1983. 

## Personnalités
- Johannes F. Coy (1963-), biologiste et cancérologue, est né à Otzberg.

## Source
- (de) Cet article est partiellement ou en totalité issu de l’article de Wikipédia en allemand intitulé « Otzberg » (voir la liste des auteurs).